# Sierra del Espinhaço

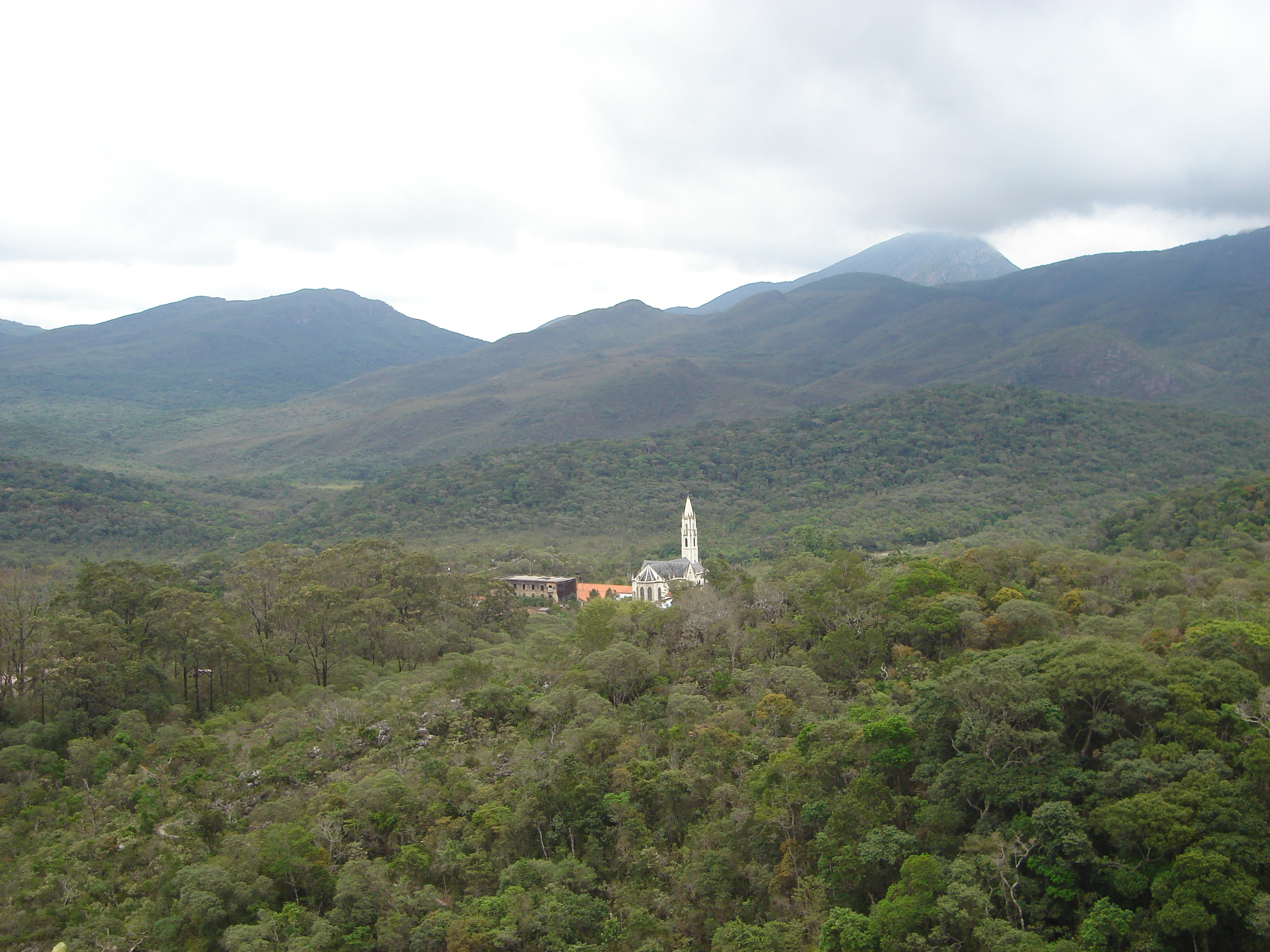
Parque do Caraça en la sierra del Espinazo

La sierra del Espinazo (en portugués: Serra do Espinhaço o cordillera del Espinazo (Cordilheira do Espinhaço) es una cadena montañosa situada en el altiplano atlántico, que se extiende por los estados de Bahía y Minas Gerais. Sus terrenos son del eón Proterozoico y contienen yacimientos de hierro, manganeso, bauxita y oro.
Su nombre fue dado por el geólogo alemán Ludwig von Eschwege en el siglo XIX. Es responsable de la división entre las redes de drenaje del río São Francisco y las redes de drenaje de los ríos que van directamente al océano Atlántico. Está considerada reserva mundial de la biosfera, por ser una de las regiones más ricas del planeta, gracias a su gran diversidad biológica.
La sierra del Espinazo puede ser considerada la única cordillera del Brasil, pues es singular en su forma y formación. Lleva más de mil millones de años en constante movimiento, es una cadena de montañas bastante larga y estrecha, entrecortada por picos y valles. Tiene cerca de 1000 kilómetros de extensión, en sentido latitudinal del cuadrilátero ferrífero, al norte de Minas y, después de una breve interrupción, alcanza la porción sur de Bahía. Todo ese recorrido presenta una diferencia mínima de longitud, o sea, su anchura apenas varía entre 50 y 100 kilómetros.
La sierra del Espinazo fue considerada por la Unesco el 27 de junio de 2005 la séptima reserva de la biosfera brasileña, debido a su gran diversidad de recursos naturales; mostrándonos la importancia de protegerla.
Más de la mitad de las especies de animales y plantas en peligro de extinción en Minas Gerais están en las cadenas Espinazo . Especialmente en la sierra do Cipó, donde se encuentra el mayor número de especies endémicas de la flora brasileña.
Las raíces africanas, europeas e indígenas se mezclan en el Espinhaço, dejando marcas en las costumbres y manifestaciones culturales de las comunidades locales. La belleza y la cultura de la región ofrecen condiciones para el desarrollo del ecoturismo.
Entre los municipios que son cortados por la sierra del Espinazo están Porteirinha, Mato Verde, Espinosa y principalmente la ciudad de Monte Azul, donde se encuentra el mejor lugar para la observación de esta bellísima cadena de montañas.